# Akvaponie

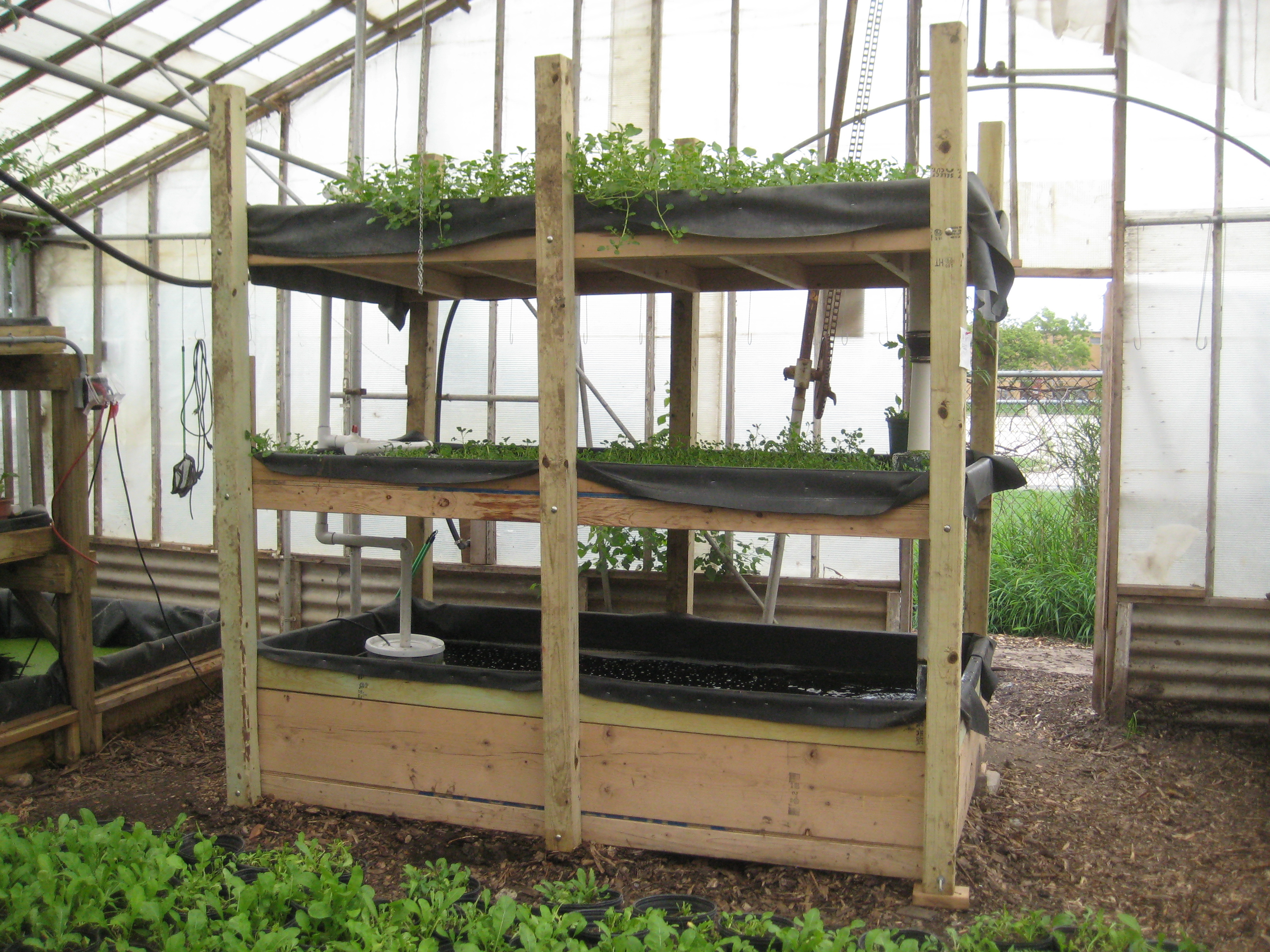
Malý akvaponický systém

Akvaponie je přírodní princip využívaný v integrovaných systémech kombinující chov ryb a pěstování rostlin. Samotný název je spojením slov akvakultura a hydroponie, vystihující spojení těchto technologií. Akvaponie je snahou o vytvoření ekosystému podobného tomu přírodnímu. Například v řece jsou rybí výkaly sedimentovány a rozpuštěny. Poté dochází k jejich degradaci a přeměně sloučenin na jiné látky, které jsou využity dalšími mikroorganismy, planktonem a rostlinami. Na rozdíl od přirozeného ekosystému je akvaponický systém uzavřená soustava vytvořená člověkem.

## Princip

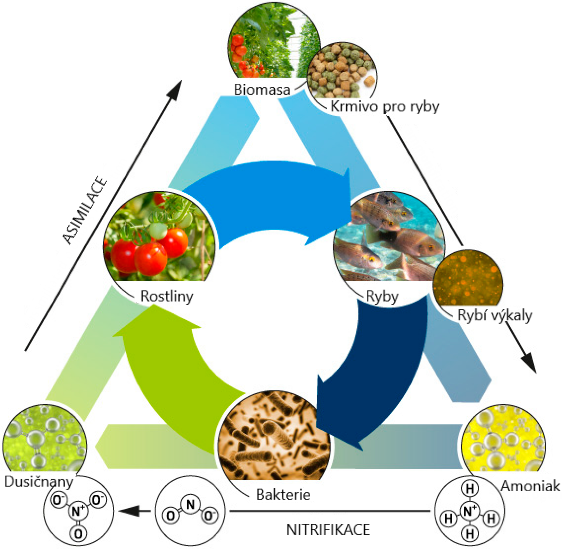
Obrázek 1 (Goddek et al., 2015) schematicky znázorňuje základní princip akvaponie. Vstupem do systému je krmivo pro ryby a výstupem biomasa ryb a rostlin. Bakterie jsou klíčovým organismem, přeměňujícím toxický amoniak na pro ryby méně škodlivé formy (dusitany a dusičnany), které rostliny využívají ke své výživě.

Akvaponie využívá obdobně jako kořenové čistírny schopnosti rostlin odebrat z vody živiny a vodu tímto způsobem vyčistit. Problémem trvalé udržitelnosti všech akvakulturních chovů je na živiny bohatá voda, která vzniká jako odpadní produkt chovu ryb. Hlavním přínosem akvaponie je využití odpadní vody z chovu ryb jako hnojiva pro hydroponické pěstování rostlin. Rostliny vodu vyčistí a voda může být znovu využita v chovu ryb. Oba systémy (akvakulturní a hydroponický) jsou integrované v jedné nebo dvou recirkulačních smyčkách. Nezbytnou součástí systému jsou různé druhy bakterií, které systém samovolně osídlí a transformují toxické formy odpadních produktů ryb a zároveň umožňují jejich přeměnu na formy využitelné rostlinami. Akvaponie bývá někdy označována jako symbiotické soužití ryb, bakterií a rostlin (obrázek 1). Přestože základní myšlenka působí jednoduše, vztahy mezi těmito organismy jsou na sobě vzájemně závislé a vysoce komplexní.
V akvaponickém systému probíhá koloběh dusíku. Ryby svými výměšky dodávají zdroj živin (bakterie a další mikroorganismy, které jsou součástí tohoto ekosystému je dále přemění na jednoduché látky - biologický proces přeměny amoniaku (NH4+), který vylučují ryby skrze svoje žábry a jeho oxidaci na dusitan (NO2−) a následně na dusičnan (NO3−), který již mohou rostliny přijmout]) pro užitkové rostliny (bylinky, zeleninu, ovoce - např. jahody) ve formě hydroponií. Hydroponické rostliny pak vodu obohacenou o živiny z ryb přečistí svým kořenovým systémem a voda se vrací do nádrže pro chov ryb. Tím je celý okruh uzavřen. Základním vstupem do tohoto ekosystému tak zůstává pouze potrava pro ryby, případně další doplňkové prvky (např. železo a draslík pro lepší růst hydroponií).

## Výhody a nevýhody
Akvaponie opětovně využívá vodu v systému (90 - 99 % objemu je denně recyklováno) a šetří tak vodní zdroje. Další výhodou je poměrně efektivní využívání a recyklace živin v rámci systému. Potraviny z akvaponie jsou získané bez použití antibiotik, agrochemikálií, herbicidů a pesticidů - jedná se tedy o ekologickou metodu chovu ryb a pěstování rostlin. Přes četné výhody bývají akvaponické systémy náročné na investice s vyšším rizikem podnikání. Systém může snadno v důsledku špatného manažerského opatření nebo nemoci zkolabovat, což způsobuje ekonomické ztráty. Systémy jsou také díky integraci zmíněných metod náročné na znalosti a zkušenosti z oborů akvakultury, chemismu vody, chemie a rostlinné produkce. Mezi nejčastější problémy v akvaponickém systému patří zhoršený zdravotní stav ryb nebo růst, špatná kvalita vody (především pH a znečištění organickými látkami) a výživové nedostatky rostlin.
Přestože akvaponie vzbuzuje velký zájem veřejnosti, je rozvoj akvaponických systémů v procesu. Důvodem je nedostatek poznatků z praxe a nedostatek vědeckých dat, především ale jejich obtížná srovnatelnost.

## Klasifikace

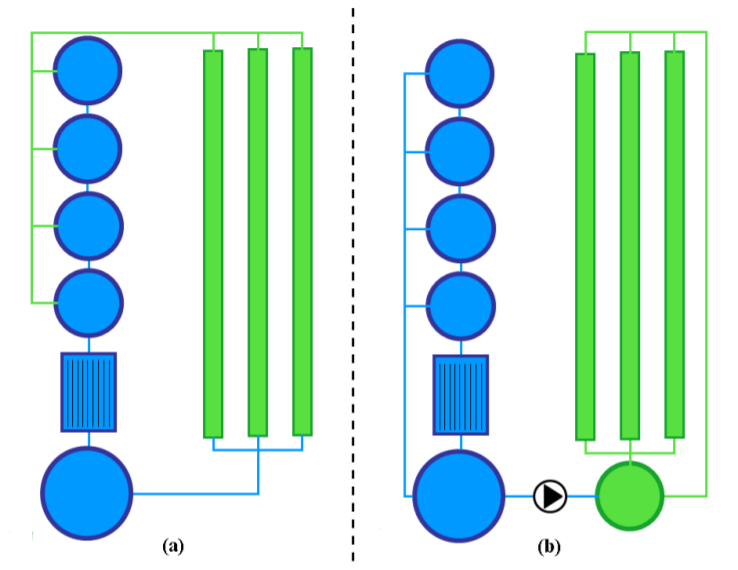
Obrázek 2 (Monsees et al., 2020) Vlevo je znázorněn jednosmyčkový akvaponický systém s propojenou cirkulací. Vpravo je znázorněn systém, kde je akvakulturní a hydroponická část oddělena a jsou propojeny pouze jednosměrným ventilem, propouštějícím vodu od ryb do hydroponické části.

Akvaponie bývá technologicky členěna na dva technologické poddtypy systémů: systémy s uzavřenou recirkulací (jednosmyčková akvaponie) a systémy s technologicky oddělenou akvakulturní a hydroponickou částí (dvousmyčková akvaponie), jak je znázorněno na obrázku 2. Dvousmyčková akvaponie umožňuje brát v úvahu druhově specifické požadavky. Příklad dvousmyčkové akvaponie uvádí autor Kloas et al. (2015). Systém nazvaný INAPRO je dvojitě recirkulační systém se dvěma podsystémy - akvakulturní a hydroponickou částí.